# Copa Sudamericana 2021
La Copa Sudamericana 2021, denominada oficialmente Copa Conmebol Sudamericana 2021, fue la vigésima edición del torneo organizado por la Confederación Sudamericana de Fútbol, en la que participaron equipos de diez países: Argentina, Bolivia, Brasil, Chile, Colombia, Ecuador, Paraguay, Perú, Uruguay y Venezuela. 
El Consejo de la Conmebol decidió importantes modificaciones para la edición del 2021: la Copa Sudamericana deja de disputarse enteramente en formato de eliminación directa y a las rondas preliminares se les suma una fase de grupos.
El campeón fue el club Athletico Paranaense de Brasil que venció en la final al Red Bull Bragantino del mismo país con un resultado de 1-0, obteniendo así su segundo título en la competición, por lo que disputó la Recopa Sudamericana 2022 contra Palmeiras, campeón de la Copa Libertadores 2021. Además obtuvo un cupo para la Fase de grupos de la Copa Libertadores 2022.

## Formato
El 2 de octubre de 2020, el Consejo de la Conmebol aprobó la implementación de cambios de formato a la Copa Sudamericana a partir de esta edición, con el objetivo de asegurar que cada uno de los países esté mejor representado en las diferentes etapas de la competencia.  Se implementarán los siguientes cambios:
- El torneo se expandirá de 54 a 56 equipos.
- En la primera fase, equipos de todas las federaciones excepto Argentina y Brasil jugarán contra un equipo de su misma federación en llaves a doble partido. Los ganadores clasificarán a la fase de grupos, asegurando que al menos dos equipos de cada federación participará en la fase de grupos.
- Se incluirán en la fase de grupos, los equipos de Argentina y Brasil, así como los cuatro equipos eliminados en la tercera fase de la Copa Libertadores. Los ganadores de cada grupo se clasificarán a los octavos de final.
- Los ocho mejores terceros de la fase de grupos de la Copa Libertadores entrarán a la competición en octavos de final.

|                             |                             | Equipos que entran en esta fase                                                       | Equipos que provienen de la fase anterior     | Equipos transferidos de la Copa Libertadores                             |
| --------------------------- | --------------------------- | ------------------------------------------------------------------------------------- | --------------------------------------------- | ------------------------------------------------------------------------ |
| Primera fase (32 equipos)   | Primera fase (32 equipos)   | - 4 equipos de Bolivia, Chile, Colombia, Ecuador, Paraguay, Perú, Uruguay y Venezuela |                                               |                                                                          |
| Fase de grupos (32 equipos) | Fase de grupos (32 equipos) | - 6 equipos de Argentina y 6 equipos de Brasil                                        | - 16 equipos clasificados de la primera fase  | - 4 equipos perdedores de la fase 3 de la Copa Libertadores              |
| Fases finales (16 equipos)  | Fases finales (16 equipos)  |                                                                                       | - 8 equipos clasificados de la fase de grupos | - 8 equipos en tercer lugar de la fase de grupos de la Copa Libertadores |

### Distribución de cupos
| País                                      | Cupos | Octavos de final | Fase de grupos | Primera fase |
| ----------------------------------------- | ----- | ---------------- | -------------- | ------------ |
| Bolivia                                   | 4     | Indefinido       | 2 ←            | ← 4          |
| Chile                                     | 4     | Indefinido       | 2 ←            | ← 4          |
| Colombia                                  | 4     | Indefinido       | 2 ←            | ← 4          |
| Ecuador                                   | 4     | Indefinido       | 2 ←            | ← 4          |
| Paraguay                                  | 4     | Indefinido       | 2 ←            | ← 4          |
| Perú                                      | 4     | Indefinido       | 2 ←            | ← 4          |
| Uruguay                                   | 4     | Indefinido       | 2 ←            | ← 4          |
| Venezuela                                 | 4     | Indefinido       | 2 ←            | ← 4          |
| Argentina                                 | 6     | Indefinido       | 6              | No participa |
| Brasil                                    | 6     | Indefinido       | 6              | No participa |
| Transferidos de la Copa Libertadores 2021 | 12    | 8                | 4              | No participa |
| Fase anterior                             |       | 8                | 16             | No participa |
| Total                                     | 56    | 16               | 32             | 32           |

### Calendario
| Fase           | Ronda            | Fecha de sorteo | Ida                    | Vuelta                 |
| -------------- | ---------------- | --------------- | ---------------------- | ---------------------- |
| Clasificatoria | Primera          | 5 de febrero    | 16 al 18 de marzo      | 6 al 8 de abril        |
| Grupos         | Fecha 1          | 9 de abril      | 20 al 22 de abril      | 20 al 22 de abril      |
| Grupos         | Fecha 2          | 9 de abril      | 27 al 29 de abril      | 27 al 29 de abril      |
| Grupos         | Fecha 3          | 9 de abril      | 4 al 7 de mayo         | 4 al 7 de mayo         |
| Grupos         | Fecha 4          | 9 de abril      | 11 al 13 de mayo       | 11 al 13 de mayo       |
| Grupos         | Fecha 5          | 9 de abril      | 18 al 20 de mayo       | 18 al 20 de mayo       |
| Grupos         | Fecha 6          | 9 de abril      | 25 al 27 de mayo       | 25 al 27 de mayo       |
| Eliminatoria   | Octavos de final | 1 de junio      | 13 al 15 de julio      | 20 al 22 de julio      |
| Eliminatoria   | Cuartos de final | 1 de junio      | 10 al 12 de agosto     | 17 al 19 de agosto     |
| Eliminatoria   | Semifinales      | 1 de junio      | 21 al 23 de septiembre | 28 al 30 de septiembre |
| Eliminatoria   | Final            | 1 de junio      | 20 de noviembre        | 20 de noviembre        |

## Sede de la final
El Consejo de la CONMEBOL anunció el 13 de mayo que la final única de la CONMEBOL Sudamericana se disputaría en el Estadio Centenario de Montevideo, Uruguay, el 20 de noviembre de 2021. La decisión se tomó considerando las condiciones sanitarias por la pandemia de COVID-19 y el avance en la vacunación del país.
| Uruguay                      |            |
| Ciudad                       | Estadio    |
| Montevideo                   | Centenario |
|                              |            |
| 60 236 espectadores          |            |
| Final Copa Sudamericana 2021 |            |

## Participantes
| País              | Equipo                                                                      | Vía de Clasificación |
| ----------------- | --------------------------------------------------------------------------- | --- |
| Argentina 6 cupos | Newell's Old Boys Talleres (C) Lanús Rosario Central Arsenal Independiente  | 8.° puesto de la tabla general de la temporada 2019-20 9.° puesto de la tabla general de la temporada 2019-20 10.° puesto de la tabla general de la temporada 2019-20 11.° puesto de la tabla general de la temporada 2019-20 12.° puesto de la tabla general de la temporada 2019-20 13.° puesto de la tabla general de la temporada 2019-20       |
| Bolivia 4 cupos   | Jorge Wilstermann Guabirá Nacional Potosí Atlético Palmaflor                | 5.° puesto de la División Profesional de Bolivia 2020 6.° puesto de la División Profesional de Bolivia 2020 7.° puesto de la División Profesional de Bolivia 2020 8.° puesto de la División Profesional de Bolivia 2020 |
| Brasil 6 cupos    | Athletico Paranaense Bragantino Ceará Corinthians Atlético Goianiense Bahia | 9.° puesto del Campeonato Brasileño Serie A 2020 10.° puesto del Campeonato Brasileño Serie A 2020 11.° puesto del Campeonato Brasileño Serie A 2020 12.° puesto del Campeonato Brasileño Serie A 2020 13.° puesto del Campeonato Brasileño Serie A 2020 14.° puesto del Campeonato Brasileño Serie A 2020                                          |
| Chile 4 cupos     | Palestino Deportes Antofagasta Cobresal Huachipato                          | 5.° puesto de la Primera División de Chile 2020 6.° puesto de la Primera División de Chile 2020 7.° puesto de la Primera División de Chile 2020 8.° puesto de la Primera División de Chile 2020 |
| Colombia 4 cupos  | Deportes Tolima La Equidad Deportivo Pasto Deportivo Cali                   | 5.° puesto de la tabla de reclasificación de la Categoría Primera A de Colombia 2020 6.° puesto de la tabla de reclasificación de la Categoría Primera A de Colombia 2020 7.° puesto de la tabla de reclasificación de la Categoría Primera A de Colombia 2020 Ganador del repechaje a Copa Sudamericana de la Categoría Primera A de Colombia 2020 |
| Ecuador 4 cupos   | Emelec Guayaquil City Macará Aucas                                          | 5.° puesto de la tabla acumulada de la Serie A de Ecuador 2020 6.° puesto de la tabla acumulada de la Serie A de Ecuador 2020 7.° puesto de la tabla acumulada de la Serie A de Ecuador 2020 8.° puesto de la tabla acumulada de la Serie A de Ecuador 2020                                                                                         |
| Paraguay 4 cupos  | Nacional Guaireña 12 de Octubre River Plate                                 | 5.° puesto de la tabla acumulada de la Primera División de Paraguay 2020 6.° puesto de la tabla acumulada de la Primera División de Paraguay 2020 7.° puesto de la tabla acumulada de la Primera División de Paraguay 2020 8.° puesto de la tabla acumulada de la Primera División de Paraguay 2020                                                 |
| Perú 4 cupos      | Carlos A. Mannucci Sport Huancayo UTC Melgar                                | 5.° puesto de la tabla acumulada de la Liga1 de Perú 2020 6.° puesto de la tabla acumulada de la Liga1 de Perú 2020 7.° puesto de la tabla acumulada de la Liga1 de Perú 2020 8.° puesto de la tabla acumulada de la Liga1 de Perú 2020 |
| Uruguay 4 cupos   | Peñarol Montevideo City Torque Cerro Largo Fénix                            | 3.° puesto de la tabla anual del Campeonato Uruguayo de Primera División 2020 4.° puesto de la tabla anual del Campeonato Uruguayo de Primera División 2020 6.° puesto de la tabla anual del Campeonato Uruguayo de Primera División 2020 7.° puesto de la tabla anual del Campeonato Uruguayo de Primera División 2020                             |
| Venezuela 4 cupos | Puerto Cabello Aragua Metropolitanos Mineros de Guayana                     | 5.° puesto de la tabla de promedios de la Primera División de Venezuela 2020 6.° puesto de la tabla de promedios de la Primera División de Venezuela 2020 7.° puesto de la tabla de promedios de la Primera División de Venezuela 2020 8.° puesto de la tabla de promedios de la Primera División de Venezuela 2020                                 |

### Equipos transferidos desde la Copa Libertadores 2021
Los cuatro equipos perdedores de la Fase 3 de la Copa Libertadores pasaron a la Fase de grupos de este torneo y los ocho que ocuparon el tercer puesto en la Fase de grupos disputarán los Octavos de final.
| Fase                                             | Equipo | Vía de clasificación |
| ------------------------------------------------ | --- | --- |
| Fase clasificatoria 4 cupos en la Fase de grupos | Libertad Grêmio Bolívar San Lorenzo                                                                             | Perdedor G1 de la Fase 3 de la Copa Libertadores 2021 Perdedor G2 de la Fase 3 de la Copa Libertadores 2021 Perdedor G3 de la Fase 3 de la Copa Libertadores 2021 Perdedor G4 de la Fase 3 de la Copa Libertadores 2021 |
| Fase de grupos 8 cupos en los Octavos de final   | Independiente del Valle Deportivo Táchira Santos Junior Sporting Cristal Nacional Liga de Quito América de Cali | 3.er puesto del Grupo A de la Copa Libertadores 2021 3.er puesto del Grupo B de la Copa Libertadores 2021 3.er puesto del Grupo C de la Copa Libertadores 2021 3.er puesto del Grupo D de la Copa Libertadores 2021 3.er puesto del Grupo E de la Copa Libertadores 2021 3.er puesto del Grupo F de la Copa Libertadores 2021 3.er puesto del Grupo G de la Copa Libertadores 2021 3.er puesto del Grupo H de la Copa Libertadores 2021 |

### Distribución geográfica de los equipos
Distribución geográfica de las sedes de los equipos participantes:

## Sorteo

### Fase preliminar
El sorteo se realizó el 5 de febrero de 2021 a las 12:00 (UTC-3) en la sede de la Conmebol ubicada en la ciudad de Luque, Paraguay. Ese mismo día, se sortearon las fases preliminares de la Copa Libertadores 2021. Por cada asociación miembro hubo un bombo donde fueron ubicados los cuatro equipos pertenecientes a dichas federaciones. En los cruces ejercerá la localía en el desquite aquel haya sido sorteado en posición impar, el cruce de los dos primeros equipos sorteados en cada bombo recibe la asignación 1 de cada país para la fase de grupos, el siguiente cruce con los dos equipos restantes recibe la asignación 2. Al momento del sorteo no se conocían las identidades de los cuatro equipos de Chile y Uruguay.
| Bombo 1                                                              | Bombo 2                                              | Bombo 3                                                           | Bombo 4                                              |
| -------------------------------------------------------------------- | ---------------------------------------------------- | ----------------------------------------------------------------- | ---------------------------------------------------- |
| - Jorge Wilstermann - Guabirá - Nacional Potosí - Atlético Palmaflor | - Chile 1 - Chile 2 - Chile 3 - Chile 4              | - Deportes Tolima - La Equidad - Deportivo Pasto - Deportivo Cali | - Emelec - Guayaquil City - Macará - Aucas           |
| Bombo 5                                                              | Bombo 6                                              | Bombo 7                                                           | Bombo 8                                              |
| - Nacional - Guaireña - 12 de Octubre - River Plate                  | - Carlos A. Mannucci - Sport Huancayo - UTC - Melgar | - Uruguay 1 - Uruguay 2 - Uruguay 3 - Uruguay 4                   | - Puerto Cabello - Aragua - Metropolitanos - Mineros |

### Fase de grupos
El sorteo de la fase de grupos se realizó el día 9 de abril, junto con el sorteo de la fase de grupos de la Copa Libertadores 2021.
Los bombos se distribuyeron según el Ranking Conmebol al 1 de febrero de 2021. Los cuatro perdedores de fase 3 de la Copa Libertadores 2021 fueron ubicados en el bolillero 4. Dos equipos de un mismo país no podían encontrarse en el mismo grupo, excepto que alguno de ellos sea transferido de la fase 3 de la Copa Libertadores 2021. Al momento del sorteo no se conocían las identidades de los equipos de Uruguay.
| Bombo 1 | Bombo 2 | Bombo 3 | Bombo 4 |
| --- | --- | --- | --- |
| - Independiente (10) - Lanús (17) - Corinthians (23) - Athletico Paranaense (24) - Emelec (25) - Jorge Wilstermann (38) - Rosario Central (43) - Newell's Old Boys (56) | - Palestino (62) - Deportes Tolima (63) - Arsenal (65) - Bahia (67) - Melgar (71) - La Equidad (99) - Huachipato (116) - Sport Huancayo (122) | - Guabirá (172) - Talleres (C) (178) - 12 de Octubre (180) - Aucas (195) - Atlético Goianiense (199) - Aragua (217) - River Plate (221) - Ceará (262) | - Bragantino (-) - Metropolitanos (-) - Ganador Uruguay 1 - Ganador Uruguay 2 - Fase 3 Libertadores Perdedor G1 - Fase 3 Libertadores Perdedor G2 - Fase 3 Libertadores Perdedor G3 - Fase 3 Libertadores Perdedor G4 |

## Fase preliminar
Se constituyó como Primera fase y se disputó por eliminación directa en partidos de ida y vuelta, entre equipos de la misma federación.
| Llave       | Fechas                   | Local en la ida        | Global       | Local en la vuelta | Ida | Vuelta |
| ----------- | ------------------------ | ---------------------- | ------------ | ------------------ | --- | ------ |
| Bolivia 1   | 17 de marzo y 7 de abril | Guabirá                | 6:2          | Nacional Potosí    | 4:1 | 2:1    |
| Bolivia 2   | 17 de marzo y 7 de abril | Jorge Wilstermann      | 4:2          | Atlético Palmaflor | 2:1 | 2:1    |
| Chile 1     | 16 de marzo y 6 de abril | Deportes Antofagasta   | 0:4          | Huachipato         | 0:1 | 0:3    |
| Chile 2     | 18 de marzo y 8 de abril | Cobresal               | 1:2          | Palestino          | 0:0 | 1:2    |
| Colombia 1  | 16 de marzo y 6 de abril | Deportes Tolima        | 3:0          | Deportivo Cali     | 3:0 | 0:0    |
| Colombia 2  | 18 de marzo y 8 de abril | La Equidad             | 3:2          | Deportivo Pasto    | 1:2 | 2:0    |
| Ecuador 1   | 16 de marzo y 6 de abril | Macará                 | 2:4          | Emelec             | 2:2 | 0:2    |
| Ecuador 2   | 18 de marzo y 8 de abril | Aucas                  | 5:1          | Guayaquil City     | 2:1 | 3:0    |
| Paraguay 1  | 16 de marzo y 6 de abril | 12 de Octubre          | 0:0 (5:4 p.) | Nacional           | 0:0 | 0:0    |
| Paraguay 2  | 18 de marzo y 8 de abril | Guaireña               | 3:6          | River Plate        | 1:2 | 2:4    |
| Perú 1      | 17 de marzo y 7 de abril | UTC                    | 0:5          | Sport Huancayo     | 0:1 | 0:4    |
| Perú 2      | 18 de marzo y 8 de abril | Carlos A. Mannucci     | 3:5          | Melgar             | 1:2 | 2:3    |
| Uruguay 1   | 7 y 14 de abril          | Montevideo City Torque | 2:0          | Fénix              | 0:0 | 2:0    |
| Uruguay 2   | 6 y 13 de abril          | Cerro Largo            | 3:6          | Peñarol            | 2:2 | 1:4    |
| Venezuela 1 | 18 de marzo y 8 de abril | Metropolitanos         | 3:0          | Puerto Cabello     | 2:0 | 1:0    |
| Venezuela 2 | 17 de marzo y 7 de abril | (v.) Aragua            | 2:2          | Mineros de Guayana | 0:1 | 2:1    |

## Fase de grupos
Los participantes se distribuirán en 8 grupos de 4 equipos cada uno. Los 4 perdedores de la fase 3 de la Copa Libertadores 2021 ingresan en esta fase. Los primeros de cada uno de ellos pasarán a los octavos de final. Los criterios de clasificación son los siguientes:
1. Puntos obtenidos.
2. Diferencia de goles.
3. Mayor cantidad de goles marcados.
4. Mayor cantidad de goles marcados como visitante.
5. Ubicación en el Ranking Conmebol.

|  | Equipos clasificados a los octavos de final. |
|  | Equipos eliminados de la competición.        |

### Grupo A
| Equipo          | Pts. | PJ | PG | PE | PP | GF | GC | DG |
| --------------- | ---- | -- | -- | -- | -- | -- | -- | -- |
| Rosario Central | 11   | 6  | 3  | 2  | 1  | 10 | 3  | 7  |
| Huachipato      | 8    | 6  | 2  | 2  | 2  | 4  | 10 | –6 |
| San Lorenzo     | 7    | 6  | 2  | 1  | 3  | 7  | 6  | 1  |
| 12 de Octubre   | 6    | 6  | 1  | 3  | 2  | 3  | 5  | –2 |

| \| Fecha \| Lugar \| Local \| Resultado \| Visitante \| \| ----------- \| -------------- \| --------------- \| --------- \| --------------- \| \| 20 de abril \| Villa Elisa \| 12 de Octubre \| 1:0 \| Rosario Central \| \| 21 de abril \| Buenos Aires \| San Lorenzo \| 0:1 \| Huachipato \| \| 27 de abril \| Viña del Mar \| Huachipato \| 0:0 \| 12 de Octubre \| \| 28 de abril \| Rosario \| Rosario Central \| 2:0 \| San Lorenzo \| \| 5 de mayo \| Viña del Mar \| Huachipato \| 1:1 \| Rosario Central \| \| 6 de mayo \| Buenos Aires \| San Lorenzo \| 1:1 \| 12 de Octubre \| \| 12 de mayo \| Villa Elisa \| 12 de Octubre \| 1:2 \| Huachipato \| \| 12 de mayo \| Buenos Aires \| San Lorenzo \| 1:2 \| Rosario Central \| \| 19 de mayo \| Banfield[n. 1] \| Rosario Central \| 5:0 \| Huachipato \| \| 20 de mayo \| Villa Elisa \| 12 de Octubre \| 0:2 \| San Lorenzo \| \| 26 de mayo \| Viña del Mar \| Huachipato \| 0:3 \| San Lorenzo \| \| 26 de mayo \| Banfield \| Rosario Central \| 0:0 \| 12 de Octubre \| |              |                 |           |                 |
| Fecha | Lugar        | Local           | Resultado | Visitante       |
| 20 de abril | Villa Elisa  | 12 de Octubre   | 1:0       | Rosario Central |
| 21 de abril | Buenos Aires | San Lorenzo     | 0:1       | Huachipato      |
| 27 de abril | Viña del Mar | Huachipato      | 0:0       | 12 de Octubre   |
| 28 de abril | Rosario      | Rosario Central | 2:0       | San Lorenzo     |
| 5 de mayo | Viña del Mar | Huachipato      | 1:1       | Rosario Central |
| 6 de mayo | Buenos Aires | San Lorenzo     | 1:1       | 12 de Octubre   |
| 12 de mayo | Villa Elisa  | 12 de Octubre   | 1:2       | Huachipato      |
| 12 de mayo | Buenos Aires | San Lorenzo     | 1:2       | Rosario Central |
| 19 de mayo | Banfield     | Rosario Central | 5:0       | Huachipato      |
| 20 de mayo | Villa Elisa  | 12 de Octubre   | 0:2       | San Lorenzo     |
| 26 de mayo | Viña del Mar | Huachipato      | 0:3       | San Lorenzo     |
| 26 de mayo | Banfield     | Rosario Central | 0:0       | 12 de Octubre   |

### Grupo B
| Equipo                 | Pts. | PJ | PG | PE | PP | GF | GC | DG  |
| ---------------------- | ---- | -- | -- | -- | -- | -- | -- | --- |
| Independiente          | 14   | 6  | 4  | 2  | 0  | 11 | 5  | 6   |
| Montevideo City Torque | 11   | 6  | 3  | 2  | 1  | 15 | 7  | 8   |
| Bahia                  | 8    | 6  | 2  | 2  | 2  | 11 | 8  | 3   |
| Guabirá                | 0    | 6  | 0  | 0  | 6  | 1  | 18 | –17 |

| \| Fecha \| Lugar \| Local \| Resultado \| Visitante \| \| ----------- \| ---------- \| ---------------------- \| --------- \| ---------------------- \| \| 21 de abril \| Montero \| Guabirá \| 1:3 \| Independiente \| \| 21 de abril \| Montevideo \| Montevideo City Torque \| 1:1 \| Bahia \| \| 27 de abril \| Salvador \| Bahia \| 5:0 \| Guabirá \| \| 28 de abril \| Avellaneda \| Independiente \| 3:1 \| Montevideo City Torque \| \| 4 de mayo \| Salvador \| Bahia \| 2:2 \| Independiente \| \| 5 de mayo \| Montevideo \| Montevideo City Torque \| 4:0 \| Guabirá \| \| 11 de mayo \| Montevideo \| Montevideo City Torque \| 1:1 \| Independiente \| \| 13 de mayo \| Montero \| Guabirá \| 0:1 \| Bahia \| \| 18 de mayo \| Avellaneda \| Independiente \| 1:0 \| Bahia \| \| 20 de mayo \| Montero \| Guabirá \| 0:4 \| Montevideo City Torque \| \| 26 de mayo \| Salvador \| Bahia \| 2:4 \| Montevideo City Torque \| \| 26 de mayo \| Avellaneda \| Independiente \| 1:0 \| Guabirá \| |            |                        |           |                        |
| Fecha | Lugar      | Local                  | Resultado | Visitante              |
| 21 de abril | Montero    | Guabirá                | 1:3       | Independiente          |
| 21 de abril | Montevideo | Montevideo City Torque | 1:1       | Bahia                  |
| 27 de abril | Salvador   | Bahia                  | 5:0       | Guabirá                |
| 28 de abril | Avellaneda | Independiente          | 3:1       | Montevideo City Torque |
| 4 de mayo | Salvador   | Bahia                  | 2:2       | Independiente          |
| 5 de mayo | Montevideo | Montevideo City Torque | 4:0       | Guabirá                |
| 11 de mayo | Montevideo | Montevideo City Torque | 1:1       | Independiente          |
| 13 de mayo | Montero    | Guabirá                | 0:1       | Bahia                  |
| 18 de mayo | Avellaneda | Independiente          | 1:0       | Bahia                  |
| 20 de mayo | Montero    | Guabirá                | 0:4       | Montevideo City Torque |
| 26 de mayo | Salvador   | Bahia                  | 2:4       | Montevideo City Torque |
| 26 de mayo | Avellaneda | Independiente          | 1:0       | Guabirá                |

### Grupo C
| Equipo            | Pts. | PJ | PG | PE | PP | GF | GC | DG |
| ----------------- | ---- | -- | -- | -- | -- | -- | -- | -- |
| Arsenal           | 11   | 6  | 3  | 2  | 1  | 9  | 4  | 5  |
| Ceará             | 9    | 6  | 2  | 3  | 1  | 5  | 2  | 3  |
| Bolívar           | 6    | 6  | 1  | 3  | 2  | 5  | 8  | –3 |
| Jorge Wilstermann | 5    | 6  | 1  | 2  | 3  | 5  | 10 | –5 |

| \| Fecha \| Lugar \| Local \| Resultado \| Visitante \| \| ----------- \| ---------- \| ----------------- \| --------- \| ----------------- \| \| 21 de abril \| Fortaleza \| Ceará \| 3:1 \| Jorge Wilstermann \| \| 22 de abril \| La Paz \| Bolívar \| 2:1 \| Arsenal \| \| 27 de abril \| Sarandí \| Arsenal \| 0:0 \| Ceará \| \| 29 de abril \| Cochabamba \| Jorge Wilstermann \| 0:0 \| Bolívar \| \| 5 de mayo \| La Paz \| Bolívar \| 0:0 \| Ceará \| \| 6 de mayo \| Sarandí \| Arsenal \| 3:0 \| Jorge Wilstermann \| \| 12 de mayo \| Fortaleza \| Ceará \| 0:0 \| Arsenal \| \| 12 de mayo \| La Paz \| Bolívar \| 2:2 \| Jorge Wilstermann \| \| 19 de mayo \| Cochabamba \| Jorge Wilstermann \| 1:2 \| Arsenal \| \| 20 de mayo \| Fortaleza \| Ceará \| 2:0 \| Bolívar \| \| 27 de mayo \| Sarandí \| Arsenal \| 3:1 \| Bolívar \| \| 27 de mayo \| Cochabamba \| Jorge Wilstermann \| 1:0 \| Ceará \| |            |                   |           |                   |
| Fecha | Lugar      | Local             | Resultado | Visitante         |
| 21 de abril | Fortaleza  | Ceará             | 3:1       | Jorge Wilstermann |
| 22 de abril | La Paz     | Bolívar           | 2:1       | Arsenal           |
| 27 de abril | Sarandí    | Arsenal           | 0:0       | Ceará             |
| 29 de abril | Cochabamba | Jorge Wilstermann | 0:0       | Bolívar           |
| 5 de mayo | La Paz     | Bolívar           | 0:0       | Ceará             |
| 6 de mayo | Sarandí    | Arsenal           | 3:0       | Jorge Wilstermann |
| 12 de mayo | Fortaleza  | Ceará             | 0:0       | Arsenal           |
| 12 de mayo | La Paz     | Bolívar           | 2:2       | Jorge Wilstermann |
| 19 de mayo | Cochabamba | Jorge Wilstermann | 1:2       | Arsenal           |
| 20 de mayo | Fortaleza  | Ceará             | 2:0       | Bolívar           |
| 27 de mayo | Sarandí    | Arsenal           | 3:1       | Bolívar           |
| 27 de mayo | Cochabamba | Jorge Wilstermann | 1:0       | Ceará             |

### Grupo D
| Equipo               | Pts. | PJ | PG | PE | PP | GF | GC | DG |
| -------------------- | ---- | -- | -- | -- | -- | -- | -- | -- |
| Athletico Paranaense | 15   | 6  | 5  | 0  | 1  | 8  | 1  | 7  |
| Melgar               | 10   | 6  | 3  | 1  | 2  | 7  | 5  | 2  |
| Aucas                | 6    | 6  | 2  | 0  | 4  | 7  | 11 | –4 |
| Metropolitanos       | 4    | 6  | 1  | 1  | 4  | 5  | 10 | –5 |

| \| Fecha \| Lugar \| Local \| Resultado \| Visitante \| \| ----------- \| -------- \| -------------------- \| --------- \| -------------------- \| \| 20 de abril \| Caracas \| Metropolitanos \| 2:3 \| Melgar \| \| 20 de abril \| Quito \| Aucas \| 0:1 \| Athletico Paranaense \| \| 28 de abril \| Curitiba \| Athletico Paranaense \| 1:0 \| Metropolitanos \| \| 28 de abril \| Lima \| Melgar \| 2:0 \| Aucas \| \| 4 de mayo \| Caracas \| Metropolitanos \| 3:2 \| Aucas \| \| 4 de mayo \| Lima \| Melgar \| 1:0 \| Athletico Paranaense \| \| 11 de mayo \| Caracas \| Metropolitanos \| 0:1 \| Athletico Paranaense \| \| 13 de mayo \| Quito \| Aucas \| 2:1 \| Melgar \| \| 19 de mayo \| Curitiba \| Athletico Paranaense \| 1:0 \| Melgar \| \| 19 de mayo \| Quito \| Aucas \| 3:0 \| Metropolitanos \| \| 27 de mayo \| Curitiba \| Athletico Paranaense \| 4:0 \| Aucas \| \| 27 de mayo \| Lima \| Melgar \| 0:0 \| Metropolitanos \| |          |                      |           |                      |
| Fecha | Lugar    | Local                | Resultado | Visitante            |
| 20 de abril | Caracas  | Metropolitanos       | 2:3       | Melgar               |
| 20 de abril | Quito    | Aucas                | 0:1       | Athletico Paranaense |
| 28 de abril | Curitiba | Athletico Paranaense | 1:0       | Metropolitanos       |
| 28 de abril | Lima     | Melgar               | 2:0       | Aucas                |
| 4 de mayo | Caracas  | Metropolitanos       | 3:2       | Aucas                |
| 4 de mayo | Lima     | Melgar               | 1:0       | Athletico Paranaense |
| 11 de mayo | Caracas  | Metropolitanos       | 0:1       | Athletico Paranaense |
| 13 de mayo | Quito    | Aucas                | 2:1       | Melgar               |
| 19 de mayo | Curitiba | Athletico Paranaense | 1:0       | Melgar               |
| 19 de mayo | Quito    | Aucas                | 3:0       | Metropolitanos       |
| 27 de mayo | Curitiba | Athletico Paranaense | 4:0       | Aucas                |
| 27 de mayo | Lima     | Melgar               | 0:0       | Metropolitanos       |

### Grupo E
| Equipo         | Pts. | PJ | PG | PE | PP | GF | GC | DG  |
| -------------- | ---- | -- | -- | -- | -- | -- | -- | --- |
| Peñarol        | 13   | 6  | 4  | 1  | 1  | 15 | 3  | 12  |
| Corinthians    | 10   | 6  | 3  | 1  | 2  | 12 | 6  | 6   |
| River Plate    | 10   | 6  | 3  | 1  | 2  | 6  | 10 | –4  |
| Sport Huancayo | 1    | 6  | 0  | 1  | 5  | 3  | 17 | –14 |

| \| Fecha \| Lugar \| Local \| Resultado \| Visitante \| \| ----------- \| ---------- \| -------------- \| --------- \| -------------- \| \| 22 de abril \| Asunción \| River Plate \| 0:0 \| Corinthians \| \| 22 de abril \| Montevideo \| Peñarol \| 5:1 \| Sport Huancayo \| \| 29 de abril \| São Paulo \| Corinthians \| 0:2 \| Peñarol \| \| 29 de abril \| Lima \| Sport Huancayo \| 1:2 \| River Plate \| \| 6 de mayo \| Lima \| Sport Huancayo \| 0:3 \| Corinthians \| \| 6 de mayo \| Montevideo \| Peñarol \| 3:0 \| River Plate \| \| 13 de mayo \| Asunción \| River Plate \| 2:1 \| Sport Huancayo \| \| 13 de mayo \| Montevideo \| Peñarol \| 4:0 \| Corinthians \| \| 18 de mayo \| Asunción \| River Plate \| 2:1 \| Peñarol \| \| 20 de mayo \| São Paulo \| Corinthians \| 5:0 \| Sport Huancayo \| \| 26 de mayo \| São Paulo \| Corinthians \| 4:0 \| River Plate \| \| 26 de mayo \| Lima \| Sport Huancayo \| 0:0 \| Peñarol \| |            |                |           |                |
| Fecha | Lugar      | Local          | Resultado | Visitante      |
| 22 de abril | Asunción   | River Plate    | 0:0       | Corinthians    |
| 22 de abril | Montevideo | Peñarol        | 5:1       | Sport Huancayo |
| 29 de abril | São Paulo  | Corinthians    | 0:2       | Peñarol        |
| 29 de abril | Lima       | Sport Huancayo | 1:2       | River Plate    |
| 6 de mayo | Lima       | Sport Huancayo | 0:3       | Corinthians    |
| 6 de mayo | Montevideo | Peñarol        | 3:0       | River Plate    |
| 13 de mayo | Asunción   | River Plate    | 2:1       | Sport Huancayo |
| 13 de mayo | Montevideo | Peñarol        | 4:0       | Corinthians    |
| 18 de mayo | Asunción   | River Plate    | 2:1       | Peñarol        |
| 20 de mayo | São Paulo  | Corinthians    | 5:0       | Sport Huancayo |
| 26 de mayo | São Paulo  | Corinthians    | 4:0       | River Plate    |
| 26 de mayo | Lima       | Sport Huancayo | 0:0       | Peñarol        |

### Grupo F
| Equipo              | Pts. | PJ | PG | PE | PP | GF | GC | DG |
| ------------------- | ---- | -- | -- | -- | -- | -- | -- | -- |
| Libertad            | 13   | 6  | 4  | 1  | 1  | 9  | 4  | 5  |
| Atlético Goianiense | 10   | 6  | 2  | 4  | 0  | 4  | 2  | 2  |
| Newell's Old Boys   | 8    | 6  | 2  | 2  | 2  | 6  | 6  | 0  |
| Palestino           | 1    | 6  | 0  | 1  | 5  | 2  | 9  | –7 |

| \| Fecha \| Lugar \| Local \| Resultado \| Visitante \| \| ----------- \| -------- \| ------------------- \| --------- \| ------------------- \| \| 20 de abril \| Goiânia \| Atlético Goianiense \| 0:0 \| Newell's Old Boys \| \| 22 de abril \| Asunción \| Libertad \| 2:0 \| Palestino \| \| 29 de abril \| Rosario \| Newell's Old Boys \| 1:3 \| Libertad \| \| 29 de abril \| Rancagua \| Palestino \| 0:1 \| Atlético Goianiense \| \| 4 de mayo \| Rancagua \| Palestino \| 0:1 \| Newell's Old Boys \| \| 6 de mayo \| Asunción \| Libertad \| 1:2 \| Atlético Goianiense \| \| 12 de mayo \| Goiânia \| Atlético Goianiense \| 0:0 \| Palestino \| \| 13 de mayo \| Asunción \| Libertad \| 1:0 \| Newell's Old Boys \| \| 19 de mayo \| Goiânia \| Atlético Goianiense \| 0:0 \| Libertad \| \| 20 de mayo \| Rosario \| Newell's Old Boys \| 3:1 \| Palestino \| \| 25 de mayo \| Rosario \| Newell's Old Boys \| 1:1 \| Atlético Goianiense \| \| 25 de mayo \| Rancagua \| Palestino \| 1:2 \| Libertad \| |          |                     |           |                     |
| Fecha | Lugar    | Local               | Resultado | Visitante           |
| 20 de abril | Goiânia  | Atlético Goianiense | 0:0       | Newell's Old Boys   |
| 22 de abril | Asunción | Libertad            | 2:0       | Palestino           |
| 29 de abril | Rosario  | Newell's Old Boys   | 1:3       | Libertad            |
| 29 de abril | Rancagua | Palestino           | 0:1       | Atlético Goianiense |
| 4 de mayo | Rancagua | Palestino           | 0:1       | Newell's Old Boys   |
| 6 de mayo | Asunción | Libertad            | 1:2       | Atlético Goianiense |
| 12 de mayo | Goiânia  | Atlético Goianiense | 0:0       | Palestino           |
| 13 de mayo | Asunción | Libertad            | 1:0       | Newell's Old Boys   |
| 19 de mayo | Goiânia  | Atlético Goianiense | 0:0       | Libertad            |
| 20 de mayo | Rosario  | Newell's Old Boys   | 3:1       | Palestino           |
| 25 de mayo | Rosario  | Newell's Old Boys   | 1:1       | Atlético Goianiense |
| 25 de mayo | Rancagua | Palestino           | 1:2       | Libertad            |

### Grupo G
| Equipo          | Pts. | PJ | PG | PE | PP | GF | GC | DG |
| --------------- | ---- | -- | -- | -- | -- | -- | -- | -- |
| Bragantino      | 12   | 6  | 4  | 0  | 2  | 7  | 6  | 1  |
| Emelec          | 10   | 6  | 3  | 1  | 2  | 9  | 8  | 1  |
| Talleres (C)    | 8    | 6  | 2  | 2  | 2  | 7  | 5  | 2  |
| Deportes Tolima | 3    | 6  | 0  | 3  | 3  | 4  | 8  | –4 |

| \| Fecha \| Lugar \| Local \| Resultado \| Visitante \| \| ----------- \| ------------------- \| --------------- \| --------- \| --------------- \| \| 22 de abril \| Córdoba \| Talleres (C) \| 1:2 \| Emelec \| \| 22 de abril \| Bragança Paulista \| Bragantino \| 2:1 \| Deportes Tolima \| \| 28 de abril \| Ibagué \| Deportes Tolima \| 1:1 \| Talleres (C) \| \| 28 de abril \| Guayaquil \| Emelec \| 3:0 \| Bragantino \| \| 5 de mayo \| Bragança Paulista \| Bragantino \| 0:1 \| Talleres (C) \| \| 7 de mayo \| Lima[n. 2] \| Deportes Tolima \| 1:1 \| Emelec \| \| 11 de mayo \| Bragança Paulista \| Bragantino \| 2:0 \| Emelec \| \| 11 de mayo \| Córdoba \| Talleres (C) \| 0:0 \| Deportes Tolima \| \| 18 de mayo \| Córdoba \| Talleres (C) \| 0:1 \| Bragantino \| \| 19 de mayo \| Guayaquil \| Emelec \| 2:0 \| Deportes Tolima \| \| 25 de mayo \| Guayaquil \| Emelec \| 1:4 \| Talleres (C) \| \| 25 de mayo \| San Cristóbal[n. 3] \| Deportes Tolima \| 1:2 \| Bragantino \| |                   |                 |           |                 |
| Fecha | Lugar             | Local           | Resultado | Visitante       |
| 22 de abril | Córdoba           | Talleres (C)    | 1:2       | Emelec          |
| 22 de abril | Bragança Paulista | Bragantino      | 2:1       | Deportes Tolima |
| 28 de abril | Ibagué            | Deportes Tolima | 1:1       | Talleres (C)    |
| 28 de abril | Guayaquil         | Emelec          | 3:0       | Bragantino      |
| 5 de mayo | Bragança Paulista | Bragantino      | 0:1       | Talleres (C)    |
| 7 de mayo | Lima              | Deportes Tolima | 1:1       | Emelec          |
| 11 de mayo | Bragança Paulista | Bragantino      | 2:0       | Emelec          |
| 11 de mayo | Córdoba           | Talleres (C)    | 0:0       | Deportes Tolima |
| 18 de mayo | Córdoba           | Talleres (C)    | 0:1       | Bragantino      |
| 19 de mayo | Guayaquil         | Emelec          | 2:0       | Deportes Tolima |
| 25 de mayo | Guayaquil         | Emelec          | 1:4       | Talleres (C)    |
| 25 de mayo | San Cristóbal     | Deportes Tolima | 1:2       | Bragantino      |

### Grupo H
| Equipo     | Pts. | PJ | PG | PE | PP | GF | GC | DG  |
| ---------- | ---- | -- | -- | -- | -- | -- | -- | --- |
| Grêmio     | 16   | 6  | 5  | 1  | 0  | 21 | 5  | 16  |
| Lanús      | 10   | 6  | 3  | 1  | 2  | 8  | 6  | 2   |
| La Equidad | 7    | 6  | 2  | 1  | 3  | 6  | 9  | –3  |
| Aragua     | 1    | 6  | 0  | 1  | 5  | 4  | 19 | –15 |

| \| Fecha \| Lugar \| Local \| Resultado \| Visitante \| \| ----------- \| -------------- \| ---------- \| --------- \| ---------- \| \| 22 de abril \| Caracas \| Aragua \| 0:1 \| Lanús \| \| 22 de abril \| Porto Alegre \| Grêmio \| 2:1 \| La Equidad \| \| 29 de abril \| Pereira \| La Equidad \| 2:1 \| Aragua \| \| 29 de abril \| Lanús \| Lanús \| 1:2 \| Grêmio \| \| 6 de mayo \| Porto Alegre \| Grêmio \| 8:0 \| Aragua \| \| 6 de mayo \| Asunción[n. 4] \| La Equidad \| 0:1 \| Lanús \| \| 13 de mayo \| Caracas \| Aragua \| 1:2 \| La Equidad \| \| 13 de mayo \| Porto Alegre \| Grêmio \| 3:1 \| Lanús \| \| 20 de mayo \| Caracas \| Aragua \| 2:6 \| Grêmio \| \| 20 de mayo \| Lanús \| Lanús \| 4:1 \| La Equidad \| \| 27 de mayo \| Ambato[n. 5] \| La Equidad \| 0:0 \| Grêmio \| \| 27 de mayo \| Lanús \| Lanús \| 0:0 \| Aragua \| |              |            |           |            |
| Fecha | Lugar        | Local      | Resultado | Visitante  |
| 22 de abril | Caracas      | Aragua     | 0:1       | Lanús      |
| 22 de abril | Porto Alegre | Grêmio     | 2:1       | La Equidad |
| 29 de abril | Pereira      | La Equidad | 2:1       | Aragua     |
| 29 de abril | Lanús        | Lanús      | 1:2       | Grêmio     |
| 6 de mayo | Porto Alegre | Grêmio     | 8:0       | Aragua     |
| 6 de mayo | Asunción     | La Equidad | 0:1       | Lanús      |
| 13 de mayo | Caracas      | Aragua     | 1:2       | La Equidad |
| 13 de mayo | Porto Alegre | Grêmio     | 3:1       | Lanús      |
| 20 de mayo | Caracas      | Aragua     | 2:6       | Grêmio     |
| 20 de mayo | Lanús        | Lanús      | 4:1       | La Equidad |
| 27 de mayo | Ambato       | La Equidad | 0:0       | Grêmio     |
| 27 de mayo | Lanús        | Lanús      | 0:0       | Aragua     |

## Fase final
Se compone de cuatro etapas: octavos y cuartos de final, semifinales y final. Se disputan por eliminación directa en partidos de ida y vuelta, excepto la Final, que se jugará a partido único. Los ocho terceros de la Fase de grupos de la Copa Libertadores 2021 ingresaron en esta fase, en la que se comenzó a utilizar el árbitro asistente de video (VAR). 
Los equipos se numeraron, a los fines de establecer las localías en los cruces a dos partidos, según su desempeño anterior, ocupando los clasificados en el torneo los ocho primeros lugares y los transferidos de la Copa Libertadores los ocho últimos. Los primeros serán locales en el partido de vuelta. 
El sorteo de las llaves de octavos, que enfrentan a cada equipo con uno de la otra tabla y no entre sí, se realizó el 1 de junio.

### Tabla de primeros
| N.º | Equipo               | Pts. | PJ | PG | PE | PP | GF | GC | DG |
| --- | -------------------- | ---- | -- | -- | -- | -- | -- | -- | -- |
| 1   | Grêmio               | 16   | 6  | 5  | 1  | 0  | 21 | 5  | 16 |
| 2   | Athletico Paranaense | 15   | 6  | 5  | 0  | 1  | 8  | 1  | 7  |
| 3   | Independiente        | 14   | 6  | 4  | 2  | 0  | 11 | 5  | 6  |
| 4   | Peñarol              | 13   | 6  | 4  | 1  | 1  | 15 | 3  | 12 |
| 5   | Libertad             | 13   | 6  | 4  | 1  | 1  | 9  | 4  | 5  |
| 6   | Bragantino           | 12   | 6  | 4  | 0  | 2  | 7  | 6  | 1  |
| 7   | Rosario Central      | 11   | 6  | 3  | 2  | 1  | 10 | 3  | 7  |
| 8   | Arsenal              | 11   | 6  | 3  | 2  | 1  | 9  | 4  | 5  |

### Tabla de terceros de la Copa Libertadores
| N.º | Equipo                  | Pts. | PJ | PG | PE | PP | GF | GC | DG |
| --- | ----------------------- | ---- | -- | -- | -- | -- | -- | -- | -- |
| 9   | Deportivo Táchira       | 9    | 6  | 3  | 0  | 3  | 14 | 17 | −3 |
| 10  | Liga de Quito           | 8    | 6  | 2  | 2  | 2  | 15 | 13 | 2  |
| 11  | Nacional                | 8    | 6  | 2  | 2  | 2  | 8  | 9  | −1 |
| 12  | Junior                  | 7    | 6  | 1  | 4  | 1  | 6  | 6  | 0  |
| 13  | Santos                  | 6    | 6  | 2  | 0  | 4  | 8  | 9  | −1 |
| 14  | Independiente del Valle | 5    | 6  | 1  | 2  | 3  | 8  | 11 | −3 |
| 15  | América de Cali         | 4    | 6  | 1  | 1  | 4  | 5  | 9  | −4 |
| 16  | Sporting Cristal        | 4    | 6  | 1  | 1  | 4  | 3  | 10 | −7 |

### Cuadro de desarrollo
|  | Octavos de final  | Octavos de final        | Octavos de final  | Octavos de final  | Octavos de final  |   |   | Cuartos de final     | Cuartos de final   | Cuartos de final   | Cuartos de final   | Cuartos de final   |  |   | Semifinales            | Semifinales            | Semifinales            | Semifinales            | Semifinales            |  |                      | Final                | Final           | Final           |  |
|  | 13 al 22 de julio | 13 al 22 de julio       | 13 al 22 de julio | 13 al 22 de julio | 13 al 22 de julio |   |   | 10 al 19 de agosto   | 10 al 19 de agosto | 10 al 19 de agosto | 10 al 19 de agosto | 10 al 19 de agosto |  |   | 22 al 30 de septiembre | 22 al 30 de septiembre | 22 al 30 de septiembre | 22 al 30 de septiembre | 22 al 30 de septiembre |  |                      | 20 de noviembre      | 20 de noviembre | 20 de noviembre |  |
|  |                   |                         |                   |                   |                   |   |   |                      |                    |                    |                    |                    |  |   |                        |                        |                        |                        |                        |  |                      |                      |                 |                 |  |
|  |                   |                         |                   |                   |                   |   |   |                      |                    |                    |                    |                    |  |   |                        |                        |                        |                        |                        |  |                      |                      |                 |                 |  |
|  | 2                 | Athletico Paranaense    | 1                 | 4                 | 5                 |   |   |                      |                    |                    |                    |                    |  |   |                        |                        |                        |                        |                        |  |                      |                      |                 |                 |  |
|  | 2                 | Athletico Paranaense    | 1                 | 4                 | 5                 |   |   |                      |                    |                    |                    |                    |  |   |                        |                        |                        |                        |                        |  |                      |                      |                 |                 |  |
|  | 15                | América de Cali         | 0                 | 1                 | 1                 |   |   |                      |                    |                    |                    |                    |  |   |                        |                        |                        |                        |                        |  |                      |                      |                 |                 |  |
|  | 15                | América de Cali         | 0                 | 1                 | 1                 |   | 2 | Athletico Paranaense | 0                  | 4                  | 4                  |                    |  |   |                        |                        |                        |                        |                        |  |                      |                      |                 |                 |  |
|  |                   |                         |                   |                   |                   |   | 2 | Athletico Paranaense | 0                  | 4                  | 4                  |                    |  |   |                        |                        |                        |                        |                        |  |                      |                      |                 |                 |  |
|  |                   |                         | 10                | Liga de Quito     | 1                 | 2 | 3 |                      |                    |                    |                    |                    |  |   |                        |                        |                        |                        |                        |  |                      |                      |                 |                 |  |
|  | 1                 | Grêmio                  | 10                | Liga de Quito     | 1                 | 2 | 3 | 1                    | 1                  | 2                  |                    |                    |  |   |                        |                        |                        |                        |                        |  |                      |                      |                 |                 |  |
|  | 1                 | Grêmio                  |                   |                   |                   |   |   |                      |                    | 2                  |                    |                    |  |   |                        |                        |                        |                        |                        |  |                      |                      |                 |                 |  |
|  | 10                | Liga de Quito (v.)      | 0                 | 2                 | 2                 |   |   |                      |                    |                    |                    |                    |  |   |                        |                        |                        |                        |                        |  |                      |                      |                 |                 |  |
|  | 10                | Liga de Quito (v.)      | 0                 | 2                 | 2                 |   |   |                      |                    |                    |                    |                    |  | 2 | Athletico Paranaense   | 2                      | 2                      | 4                      |                        |  |                      |                      |                 |                 |  |
|  |                   |                         |                   |                   |                   |   |   |                      |                    |                    |                    |                    |  | 2 | Athletico Paranaense   | 2                      | 2                      | 4                      |                        |  |                      |                      |                 |                 |  |
|  |                   |                         | 4                 | Peñarol           | 1                 | 0 | 1 |                      |                    |                    |                    |                    |  |   |                        |                        |                        |                        |                        |  |                      |                      |                 |                 |  |
|  | 4                 | Peñarol (v.)            | 4                 | Peñarol           | 1                 | 0 | 1 | 2                    | 0                  | 2                  |                    |                    |  |   |                        |                        |                        |                        |                        |  |                      |                      |                 |                 |  |
|  | 4                 | Peñarol (v.)            |                   |                   |                   |   |   |                      |                    | 2                  |                    |                    |  |   |                        |                        |                        |                        |                        |  |                      |                      |                 |                 |  |
|  | 11                | Nacional                | 1                 | 1                 | 2                 |   |   |                      |                    |                    |                    |                    |  |   |                        |                        |                        |                        |                        |  |                      |                      |                 |                 |  |
|  | 11                | Nacional                | 1                 | 1                 | 2                 |   | 4 | Peñarol              | 3                  | 1                  | 4                  |                    |  |   |                        |                        |                        |                        |                        |  |                      |                      |                 |                 |  |
|  |                   |                         |                   |                   |                   |   | 4 | Peñarol              | 3                  | 1                  | 4                  |                    |  |   |                        |                        |                        |                        |                        |  |                      |                      |                 |                 |  |
|  |                   |                         | 16                | Sporting Cristal  | 1                 | 0 | 1 |                      |                    |                    |                    |                    |  |   |                        |                        |                        |                        |                        |  |                      |                      |                 |                 |  |
|  | 8                 | Arsenal                 | 16                | Sporting Cristal  | 1                 | 0 | 1 | 1                    | 1                  | 2                  |                    |                    |  |   |                        |                        |                        |                        |                        |  |                      |                      |                 |                 |  |
|  | 8                 | Arsenal                 |                   |                   |                   |   |   |                      |                    | 2                  |                    |                    |  |   |                        |                        |                        |                        |                        |  |                      |                      |                 |                 |  |
|  | 16                | Sporting Cristal        | 2                 | 1                 | 3                 |   |   |                      |                    |                    |                    |                    |  |   |                        |                        |                        |                        |                        |  |                      |                      |                 |                 |  |
|  | 16                | Sporting Cristal        | 2                 | 1                 | 3                 |   |   |                      |                    |                    |                    |                    |  |   |                        |                        |                        |                        |                        |  | Athletico Paranaense | Athletico Paranaense | 1               |                 |  |
|  |                   |                         |                   |                   |                   |   |   |                      |                    |                    |                    |                    |  |   |                        |                        |                        |                        |                        |  | Athletico Paranaense | Athletico Paranaense | 1               |                 |  |
|  |                   |                         | Bragantino        | Bragantino        | 0                 |   |   |                      |                    |                    |                    |                    |  |   |                        |                        |                        |                        |                        |  |                      |                      |                 |                 |  |
|  | 5                 | Libertad (v.)           | Bragantino        | Bragantino        | 0                 | 4 | 0 | 4                    |                    |                    |                    |                    |  |   |                        |                        |                        |                        |                        |  |                      |                      |                 |                 |  |
|  | 5                 | Libertad (v.)           |                   |                   |                   |   |   |                      |                    |                    |                    |                    |  |   |                        |                        |                        |                        |                        |  |                      |                      |                 |                 |  |
|  | 12                | Junior                  | 3                 | 1                 | 4                 |   |   |                      |                    |                    |                    |                    |  |   |                        |                        |                        |                        |                        |  |                      |                      |                 |                 |  |
|  | 12                | Junior                  | 3                 | 1                 | 4                 |   | 5 | Libertad (v.)        | 1                  | 1                  | 2                  |                    |  |   |                        |                        |                        |                        |                        |  |                      |                      |                 |                 |  |
|  |                   |                         |                   |                   |                   |   | 5 | Libertad (v.)        | 1                  | 1                  | 2                  |                    |  |   |                        |                        |                        |                        |                        |  |                      |                      |                 |                 |  |
|  |                   |                         | 13                | Santos            | 2                 | 0 | 2 |                      |                    |                    |                    |                    |  |   |                        |                        |                        |                        |                        |  |                      |                      |                 |                 |  |
|  | 3                 | Independiente           | 13                | Santos            | 2                 | 0 | 2 | 0                    | 1                  | 1                  |                    |                    |  |   |                        |                        |                        |                        |                        |  |                      |                      |                 |                 |  |
|  | 3                 | Independiente           |                   |                   |                   |   |   |                      |                    | 1                  |                    |                    |  |   |                        |                        |                        |                        |                        |  |                      |                      |                 |                 |  |
|  | 13                | Santos                  | 1                 | 1                 | 2                 |   |   |                      |                    |                    |                    |                    |  |   |                        |                        |                        |                        |                        |  |                      |                      |                 |                 |  |
|  | 13                | Santos                  | 1                 | 1                 | 2                 |   |   |                      |                    |                    |                    |                    |  | 5 | Libertad               | 0                      | 1                      | 1                      |                        |  |                      |                      |                 |                 |  |
|  |                   |                         |                   |                   |                   |   |   |                      |                    |                    |                    |                    |  | 5 | Libertad               | 0                      | 1                      | 1                      |                        |  |                      |                      |                 |                 |  |
|  |                   |                         | 6                 | Bragantino        | 2                 | 3 | 5 |                      |                    |                    |                    |                    |  |   |                        |                        |                        |                        |                        |  |                      |                      |                 |                 |  |
|  | 6                 | Bragantino              | 6                 | Bragantino        | 2                 | 3 | 5 | 2                    | 1                  | 3                  |                    |                    |  |   |                        |                        |                        |                        |                        |  |                      |                      |                 |                 |  |
|  | 6                 | Bragantino              |                   |                   |                   |   |   |                      |                    | 3                  |                    |                    |  |   |                        |                        |                        |                        |                        |  |                      |                      |                 |                 |  |
|  | 14                | Independiente del Valle | 0                 | 1                 | 1                 |   |   |                      |                    |                    |                    |                    |  |   |                        |                        |                        |                        |                        |  |                      |                      |                 |                 |  |
|  | 14                | Independiente del Valle | 0                 | 1                 | 1                 |   | 6 | Bragantino           | 4                  | 1                  | 5                  |                    |  |   |                        |                        |                        |                        |                        |  |                      |                      |                 |                 |  |
|  |                   |                         |                   |                   |                   |   | 6 | Bragantino           | 4                  | 1                  | 5                  |                    |  |   |                        |                        |                        |                        |                        |  |                      |                      |                 |                 |  |
|  |                   |                         | 7                 | Rosario Central   | 3                 | 0 | 3 |                      |                    |                    |                    |                    |  |   |                        |                        |                        |                        |                        |  |                      |                      |                 |                 |  |
|  | 7                 | Rosario Central         | 7                 | Rosario Central   | 3                 | 0 | 3 | 2                    | 1                  | 3                  |                    |                    |  |   |                        |                        |                        |                        |                        |  |                      |                      |                 |                 |  |
|  | 7                 | Rosario Central         |                   |                   |                   |   |   |                      |                    | 3                  |                    |                    |  |   |                        |                        |                        |                        |                        |  |                      |                      |                 |                 |  |
|  | 9                 | Deportivo Táchira       | 2                 | 0                 | 2                 |   |   |                      |                    |                    |                    |                    |  |   |                        |                        |                        |                        |                        |  |                      |                      |                 |                 |  |
|  | 9                 | Deportivo Táchira       | 2                 | 0                 | 2                 |   |   |                      |                    |                    |                    |                    |  |   |                        |                        |                        |                        |                        |  |                      |                      |                 |                 |  |
|  |                   |                         |                   |                   |                   |   |   |                      |                    |                    |                    |                    |  |   |                        |                        |                        |                        |                        |  |                      |                      |                 |                 |  |

Nota: En las series a dos partidos, el equipo con el menor número de orden y que ocupa la primera línea es el que define como local.

### Octavos de final
| 13 de julio, 17:15 (UTC-5) | Liga de Quito | 0:1 (0:1) | Grêmio          | Estadio Rodrigo Paz Delgado, Quito                                               |                                                                                  |
|                            |               | Reporte   | Léo Pereira 19' | Asistencia: Sin espectadores Árbitro(s): Cristián Garay VAR: Mario Díaz de Vivar | Asistencia: Sin espectadores Árbitro(s): Cristián Garay VAR: Mario Díaz de Vivar |

| 20 de julio, 19:15 (UTC-3) | Grêmio          | 1:2 (1:1) | Liga de Quito           | Arena do Grêmio, Porto Alegre                                            |                                                                          |
|                            | Diego Souza 24' | Reporte   | Alcívar 44', 56' (pen.) | Asistencia: Sin espectadores Árbitro(s): José Argote VAR: Carlos Benítez | Asistencia: Sin espectadores Árbitro(s): José Argote VAR: Carlos Benítez |

| 13 de julio, 19:30 (UTC-5) | América de Cali | 0:1 (0:0) | Athletico Paranaense | Estadio Hernán Ramírez Villegas, Pereira                            |                                                                     |
|                            |                 | Reporte   | Nikão 73' (pen.)     | Asistencia: Sin espectadores Árbitro(s): José Argote VAR: Juan Lara | Asistencia: Sin espectadores Árbitro(s): José Argote VAR: Juan Lara |

| 20 de julio, 21:30 (UTC-3) | Athletico Paranaense                                         | 4:1 (1:0) | América de Cali  | Arena da Baixada, Curitiba                                                   |                                                                              |
|                            | Vitinho 26', 71' · Nikão 79' (pen.) · Fernando Canesin 90+7' | Reporte   | Ramos 70' (pen.) | Asistencia: Sin espectadores Árbitro(s): Darío Herrera VAR: Patricio Loustau | Asistencia: Sin espectadores Árbitro(s): Darío Herrera VAR: Patricio Loustau |

| 14 de julio, 17:15 (UTC-5) | Sporting Cristal          | 2:1 (0:0) | Arsenal     | Estadio Nacional, Lima                                                       |                                                                              |
|                            | Hohberg 90' (pen.), 90+8' | Reporte   | Mazzola 70' | Asistencia: Sin espectadores Árbitro(s): Guillermo Guerrero VAR: Carlos Orbe | Asistencia: Sin espectadores Árbitro(s): Guillermo Guerrero VAR: Carlos Orbe |

| 21 de julio, 19:15 (UTC-3) | Arsenal        | 1:1 (0:0) | Sporting Cristal | Estadio Julio Humberto Grondona, Sarandí                                 |                                                                          |
|                            | Albertengo 52' | Reporte   | Gonzales 85'     | Asistencia: Sin espectadores Árbitro(s): Raphael Claus VAR: Rafael Traci | Asistencia: Sin espectadores Árbitro(s): Raphael Claus VAR: Rafael Traci |

| 14 de julio, 19:30 (UTC-5) | Independiente del Valle | 0:2 (0:1) | Bragantino                       | Estadio Banco Guayaquil, Quito                                                  |                                                                                 |
|                            |                         | Reporte   | Fabrício Bruno 19' · Ramires 66' | Asistencia: Sin espectadores Árbitro(s): Roberto Tobar VAR: Mario Díaz de Vivar | Asistencia: Sin espectadores Árbitro(s): Roberto Tobar VAR: Mario Díaz de Vivar |

| 21 de julio, 21:30 (UTC-3) | Bragantino | 1:1 (0:1) | Independiente del Valle | Estadio Nabi Abi Chedid, Bragança Paulista                                     |                                                                                |
|                            | Cuello 52' | Reporte   | Guerrero 4'             | Asistencia: Sin espectadores Árbitro(s): Carlos Betancur VAR: Esteban Ostojich | Asistencia: Sin espectadores Árbitro(s): Carlos Betancur VAR: Esteban Ostojich |

| 14 de julio, 19:30 (UTC-5) | Junior                                        | 3:4 (3:2) | Libertad                                      | Estadio Metropolitano, Barranquilla                                         |                                                                             |
|                            | Valencia 4' · Piedrahíta 36' · Hinestroza 39' | Reporte   | Villalba 12', 14' · Enciso 48' · Martínez 70' | Asistencia: Sin espectadores Árbitro(s): Wilton Sampaio VAR: Rodolpho Toski | Asistencia: Sin espectadores Árbitro(s): Wilton Sampaio VAR: Rodolpho Toski |

| 21 de julio, 20:30 (UTC-4) | Libertad | 0:1 (0:0) | Junior       | Estadio Defensores del Chaco, Asunción                                 |                                                                        |
|                            |          | Reporte   | González 87' | Asistencia: Sin espectadores Árbitro(s): Andrés Matonte VAR: Juan Soto | Asistencia: Sin espectadores Árbitro(s): Andrés Matonte VAR: Juan Soto |

| 15 de julio, 19:15 (UTC-3) | Santos         | 1:0 (0:0) | Independiente | Estadio Vila Belmiro, Santos                                               |                                                                            |
|                            | Kaio Jorge 69' | Reporte   |               | Asistencia: Sin espectadores Árbitro(s): Wilmar Roldán VAR: Julio Bascuñán | Asistencia: Sin espectadores Árbitro(s): Wilmar Roldán VAR: Julio Bascuñán |

| 22 de julio, 19:15 (UTC-3) | Independiente | 1:1 (0:1) | Santos         | Estadio Libertadores de América, Avellaneda                              |                                                                          |
|                            | González 68'  | Reporte   | Kaio Jorge 38' | Asistencia: Sin espectadores Árbitro(s): Diego Haro VAR: Víctor Carrillo | Asistencia: Sin espectadores Árbitro(s): Diego Haro VAR: Víctor Carrillo |

| 15 de julio, 20:30 (UTC-4) | Deportivo Táchira             | 2:2 (0:1) | Rosario Central              | Polideportivo de Pueblo Nuevo, San Cristóbal                               |                                                                            |
|                            | Granados 59' · Angarita 90+4' | Reporte   | Ferreyra 26' · Marinelli 90' | Asistencia: Sin espectadores Árbitro(s): Flavio Souza VAR: Braulio Machado | Asistencia: Sin espectadores Árbitro(s): Flavio Souza VAR: Braulio Machado |

| 22 de julio, 21:30 (UTC-3) | Rosario Central | 1:0 (1:0) | Deportivo Táchira | Estadio Gigante de Arroyito, Rosario                                       |                                                                            |
|                            | Vecchio 42'     | Reporte   |                   | Asistencia: Sin espectadores Árbitro(s): Daniel Fedorczuk VAR: Eber Aquino | Asistencia: Sin espectadores Árbitro(s): Daniel Fedorczuk VAR: Eber Aquino |

| 15 de julio, 21:30 (UTC-3) | Nacional        | 1:2 (0:1) | Peñarol                          | Estadio Gran Parque Central, Montevideo                                |                                                                        |
|                            | Bergessio 90+5' | Reporte   | Canobbio 45+2' · Rodríguez 90+2' | Asistencia: Sin espectadores Árbitro(s): Néstor Pitana VAR: Piero Maza | Asistencia: Sin espectadores Árbitro(s): Néstor Pitana VAR: Piero Maza |

| 22 de julio, 21:30 (UTC-3) | Peñarol | 0:1 (0:0) | Nacional      | Estadio Campeón del Siglo, Montevideo                                         |                                                                               |
|                            |         | Reporte   | Corujo 90+11' | Asistencia: Sin espectadores Árbitro(s): Anderson Daronco VAR: Rodolpho Toski | Asistencia: Sin espectadores Árbitro(s): Anderson Daronco VAR: Rodolpho Toski |

### Cuartos de final
| 10 de agosto, 19:15 (UTC-3) | Rosario Central               | 3:4 (1:3) | Bragantino                                      | Estadio Gigante de Arroyito, Rosario                                    |                                                                         |
|                             | Ruben 23', 55' · Caraglio 62' | Reporte   | Bruno Praxedes 16' · Artur 20' (pen.), 43', 73' | Asistencia: Sin espectadores Árbitro(s): Diego Haro VAR: Cristián Garay | Asistencia: Sin espectadores Árbitro(s): Diego Haro VAR: Cristián Garay |

| 17 de agosto, 19:15 (UTC-3) | Bragantino  | 1:0 (0:0) | Rosario Central | Estadio Nabi Abi Chedid, Bragança Paulista                                       |                                                                                  |
|                             | Artur 90+4' | Reporte   |                 | Asistencia: Sin espectadores Árbitro(s): Christian Ferreyra VAR: Leodán González | Asistencia: Sin espectadores Árbitro(s): Christian Ferreyra VAR: Leodán González |

| 11 de agosto, 17:15 (UTC-5) | Sporting Cristal | 1:3 (0:2) | Peñarol                                          | Estadio Nacional, Lima                                                    |                                                                           |
|                             | Merlo 90'        | Reporte   | Álvarez Martínez 8' · Torres 19' · Gargano 90+5' | Asistencia: Sin espectadores Árbitro(s): Wilton Sampaio VAR: Rafael Traci | Asistencia: Sin espectadores Árbitro(s): Wilton Sampaio VAR: Rafael Traci |

| 18 de agosto, 19:15 (UTC-3) | Peñarol      | 1:0 (1:0) | Sporting Cristal | Estadio Campeón del Siglo, Montevideo                                  |                                                                        |
|                             | Trindade 40' | Reporte   |                  | Asistencia: 5000 espectadores Árbitro(s): Facundo Tello VAR: Juan Soto | Asistencia: 5000 espectadores Árbitro(s): Facundo Tello VAR: Juan Soto |

| 12 de agosto, 17:15 (UTC-5) | Liga de Quito | 1:0 (0:0) | Athletico Paranaense | Estadio Rodrigo Paz Delgado, Quito                                            |                                                                               |
|                             | Reasco 87'    | Reporte   |                      | Asistencia: Sin espectadores Árbitro(s): Andrés Matonte VAR: Esteban Ostojich | Asistencia: Sin espectadores Árbitro(s): Andrés Matonte VAR: Esteban Ostojich |

| 19 de agosto, 19:15 (UTC-3) | Athletico Paranaense                         | 4:2 (2:2) | Liga de Quito            | Arena da Baixada, Curitiba                                                    |                                                                               |
|                             | Christian 26', 29' · Bissoli 62', 69' (pen.) | Reporte   | Amarilla 11' · Julio 43' | Asistencia: Sin espectadores Árbitro(s): Eber Aquino VAR: Mario Díaz de Vivar | Asistencia: Sin espectadores Árbitro(s): Eber Aquino VAR: Mario Díaz de Vivar |

| 12 de agosto, 21:30 (UTC-3) | Santos                                    | 2:1 (1:0) | Libertad      | Estadio Vila Belmiro, Santos                                                  |                                                                               |
|                             | Sánchez 43' (pen.) · Barboza 90+3' (a.g.) | Reporte   | Bocanegra 59' | Asistencia: Sin espectadores Árbitro(s): Leodán González VAR: Víctor Carrillo | Asistencia: Sin espectadores Árbitro(s): Leodán González VAR: Víctor Carrillo |

| 19 de agosto, 20:30 (UTC-4) | Libertad     | 1:0 (1:0) | Santos | Estadio Defensores del Chaco, Asunción                                   |                                                                          |
|                             | Ferreira 14' | Reporte   |        | Asistencia: 2000 espectadores Árbitro(s): Alexis Herrera VAR: Diego Haro | Asistencia: 2000 espectadores Árbitro(s): Alexis Herrera VAR: Diego Haro |

### Semifinales
| 22 de septiembre, 19:15 (UTC-3) | Bragantino                   | 2:0 (1:0) | Libertad | Estadio Nabi Abi Chedid, Bragança Paulista                                  |                                                                             |
|                                 | Ytalo 29' · Artur 50' (pen.) | Reporte   |          | Asistencia: 1203 espectadores Árbitro(s): Facundo Tello VAR: Julio Bascuñán | Asistencia: 1203 espectadores Árbitro(s): Facundo Tello VAR: Julio Bascuñán |

| 29 de septiembre, 18:15 (UTC-4) | Libertad      | 1:3 (0:1) | Bragantino                 | Estadio Defensores del Chaco, Asunción                                   |                                                                          |
|                                 | Melgarejo 52' | Reporte   | Cuello 9', 57' · Artur 82' | Asistencia: 2000 espectadores Árbitro(s): Néstor Pitana VAR: Jhon Ospina | Asistencia: 2000 espectadores Árbitro(s): Néstor Pitana VAR: Jhon Ospina |

| 23 de septiembre, 21:30 (UTC-3) | Peñarol              | 1:2 (1:1) | Athletico Paranaense        | Estadio Campeón del Siglo, Montevideo                                       |                                                                             |
|                                 | Álvarez Martínez 22' | Reporte   | Terans 2' · Pedro Rocha 75' | Asistencia: 16 000 espectadores Árbitro(s): Diego Haro VAR: Víctor Carrillo | Asistencia: 16 000 espectadores Árbitro(s): Diego Haro VAR: Víctor Carrillo |

| 30 de septiembre, 21:30 (UTC-3) | Athletico Paranaense        | 2:0 (1:0) | Peñarol | Arena da Baixada, Curitiba                                                    |                                                                               |
|                                 | Nikão 24' · Pedro Rocha 80' | Reporte   |         | Asistencia: Sin espectadores Árbitro(s): Jesús Valenzuela VAR: Mauro Vigliano | Asistencia: Sin espectadores Árbitro(s): Jesús Valenzuela VAR: Mauro Vigliano |

### Final
| 20 de noviembre, 17:00 (UTC-3) | Athletico Paranaense | 1:0 (1:0) | Bragantino | Estadio Centenario, Montevideo                                                  |                                                                                 |
|                                | Nikão 29'            | Reporte   |            | Asistencia: 20 000 espectadores Árbitro(s): Andrés Matonte VAR: Leodán González | Asistencia: 20 000 espectadores Árbitro(s): Andrés Matonte VAR: Leodán González |

| 1          | Guardameta     | Santos            |       |
| 22         | Defensa        | Nicolás Hernández | 75'   |
| 44         | Defensa        | Thiago Heleno     |       |
| 34         | Defensa        | Pedro Henrique    |       |
| 16         | Centrocampista | Abner Vinícius    |       |
| 18         | Centrocampista | Léo Cittadini     | 90+5' |
| 26         | Centrocampista | Erick             | 82'   |
| 5          | Centrocampista | Marcinho          |       |
| 20         | Delantero      | David Terans      | 75'   |
| 9          | Delantero      | Renato Kayzer     | 75'   |
| 11         | Delantero      | Nikão             |       |
| Entrenador | Entrenador     | Alberto Valentim  |       |

| 18         | Guardameta     | Cleiton           |     |
| 3          | Defensa        | Edimar            | 77' |
| 6          | Defensa        | Léo Ortiz         |     |
| 13         | Defensa        | Aderlan           |     |
| 14         | Defensa        | Fabrício Bruno    |     |
| 5          | Centrocampista | Jadsom            |     |
| 7          | Centrocampista | Artur             | 88' |
| 11         | Centrocampista | Helinho           |     |
| 28         | Centrocampista | Tomás Cuello      | 82' |
| 15         | Delantero      | Ytalo             | 88' |
| 25         | Delantero      | Bruno Praxedes    | 82' |
| Entrenador | Entrenador     | Maurício Barbieri |     |

| 28 | Delantero      | Pedro Rocha      | 75'   |
| 22 | Defensa        | Ivaldo           | 75'   |
| 39 | Centrocampista | Cristian         | 75'   |
| 8  | Centrocampista | Fernando Canesin | 82'   |
| 30 | Centrocampista | Nicolas          | 90+5' |

| 29 | Defensa   | Luan Cândido   | 77' |
| 9  | Delantero | Alerrandro     | 82' |
| 34 | Delantero | Gabriel Novaes | 82' |
| 22 | Delantero | Leandrinho     | 88' |
| 27 | Delantero | Jan Hurtado    | 88' |

| Anotado | 29' | Nikão | 1–0 |

|  |

| Amonestado | 39' | Léo Cittadini  |
| Amonestado | 45' | Abner Vinícius |
| Amonestado | 64' | Erick          |

| Amonestado | 16' | Fabrício Bruno |
| Amonestado | 73' | Adelran        |

| Árbitro              | Andrés Matonte     |
| Árbitros asistentes  | Martín Soppi       |
| Árbitros asistentes  | Carlos Barreiro    |
| Cuarto árbitro       | Christian Ferreyra |
| Quinto árbitro       | Andrés Nievas      |
| Adicionales VAR      | Leodán González    |
| Adicionales VAR      | Víctor Carrillo    |
| Adicionales VAR      | Nicolás Tarán      |
| Adicionales VAR      | Juan Soto          |
| Asesor internacional | José Buitrago      |

| 1          | Guardameta     | Santos            |       |
| 22         | Defensa        | Nicolás Hernández | 75'   |
| 44         | Defensa        | Thiago Heleno     |       |
| 34         | Defensa        | Pedro Henrique    |       |
| 16         | Centrocampista | Abner Vinícius    |       |
| 18         | Centrocampista | Léo Cittadini     | 90+5' |
| 26         | Centrocampista | Erick             | 82'   |
| 5          | Centrocampista | Marcinho          |       |
| 20         | Delantero      | David Terans      | 75'   |
| 9          | Delantero      | Renato Kayzer     | 75'   |
| 11         | Delantero      | Nikão             |       |
| Entrenador | Entrenador     | Alberto Valentim  |       |

| 18         | Guardameta     | Cleiton           |     |
| 3          | Defensa        | Edimar            | 77' |
| 6          | Defensa        | Léo Ortiz         |     |
| 13         | Defensa        | Aderlan           |     |
| 14         | Defensa        | Fabrício Bruno    |     |
| 5          | Centrocampista | Jadsom            |     |
| 7          | Centrocampista | Artur             | 88' |
| 11         | Centrocampista | Helinho           |     |
| 28         | Centrocampista | Tomás Cuello      | 82' |
| 15         | Delantero      | Ytalo             | 88' |
| 25         | Delantero      | Bruno Praxedes    | 82' |
| Entrenador | Entrenador     | Maurício Barbieri |     |

| 28 | Delantero      | Pedro Rocha      | 75'   |
| 22 | Defensa        | Ivaldo           | 75'   |
| 39 | Centrocampista | Cristian         | 75'   |
| 8  | Centrocampista | Fernando Canesin | 82'   |
| 30 | Centrocampista | Nicolas          | 90+5' |

| 29 | Defensa   | Luan Cândido   | 77' |
| 9  | Delantero | Alerrandro     | 82' |
| 34 | Delantero | Gabriel Novaes | 82' |
| 22 | Delantero | Leandrinho     | 88' |
| 27 | Delantero | Jan Hurtado    | 88' |

| Anotado | 29' | Nikão | 1–0 |

|  |

| Amonestado | 39' | Léo Cittadini  |
| Amonestado | 45' | Abner Vinícius |
| Amonestado | 64' | Erick          |

| Amonestado | 16' | Fabrício Bruno |
| Amonestado | 73' | Adelran        |

| Árbitro              | Andrés Matonte     |
| Árbitros asistentes  | Martín Soppi       |
| Árbitros asistentes  | Carlos Barreiro    |
| Cuarto árbitro       | Christian Ferreyra |
| Quinto árbitro       | Andrés Nievas      |
| Adicionales VAR      | Leodán González    |
| Adicionales VAR      | Víctor Carrillo    |
| Adicionales VAR      | Nicolás Tarán      |
| Adicionales VAR      | Juan Soto          |
| Asesor internacional | José Buitrago      |

|                                         |
| Bandera de Brasil                       |
| Campeón Athletico Paranaense 2.º título |

## Estadísticas

### Goleadores
| Jugador           | Club                   | Goles | PJ |
| ----------------- | ---------------------- | ----- | -- |
| Agustín Álvarez   | Peñarol                | 10    | 14 |
| Artur             | Bragantino             | 7     | 13 |
| Jonathan Herrera  | Independiente          | 6     | 7  |
| Gustavo Del Prete | Montevideo City Torque | 6     | 8  |

### Asistentes
| Jugador        | Club                 | Asistencias |
| -------------- | -------------------- | ----------- |
| Nikão          | Athletico Paranaense | 7           |
| Artur          | Bragantino           | 4           |
| Jesús Trindade | Peñarol              | 4           |

### Equipo Ideal
| Equipo Ideal 2021 | Equipo Ideal 2021        | Equipo Ideal 2021    |
| Pos.              | Futbolista               | Equipo               |
| ----------------- | ------------------------ | -------------------- |
| Guardameta        | Santos                   | Athletico Paranaense |
| Defensa           | Léo Ortiz                | Red Bull Bragantino  |
| Defensa           | Thiago Heleno            | Athletico Paranaense |
| Defensa           | Fabrício Bruno           | Red Bull Bragantino  |
| Centrocampista    | Emiliano Vecchio         | Rosario Central      |
| Centrocampista    | Jesús Trindade           | Peñarol              |
| Centrocampista    | David Terans             | Athletico Paranaense |
| Centrocampista    | Léo Cittadini            | Athletico Paranaense |
| Delantero         | Artur                    | Red Bull Bragantino  |
| Delantero         | Nikão                    | Athletico Paranaense |
| Delantero         | Agustín Álvarez Martínez | Peñarol              |